# Gustav Büchsenschütz

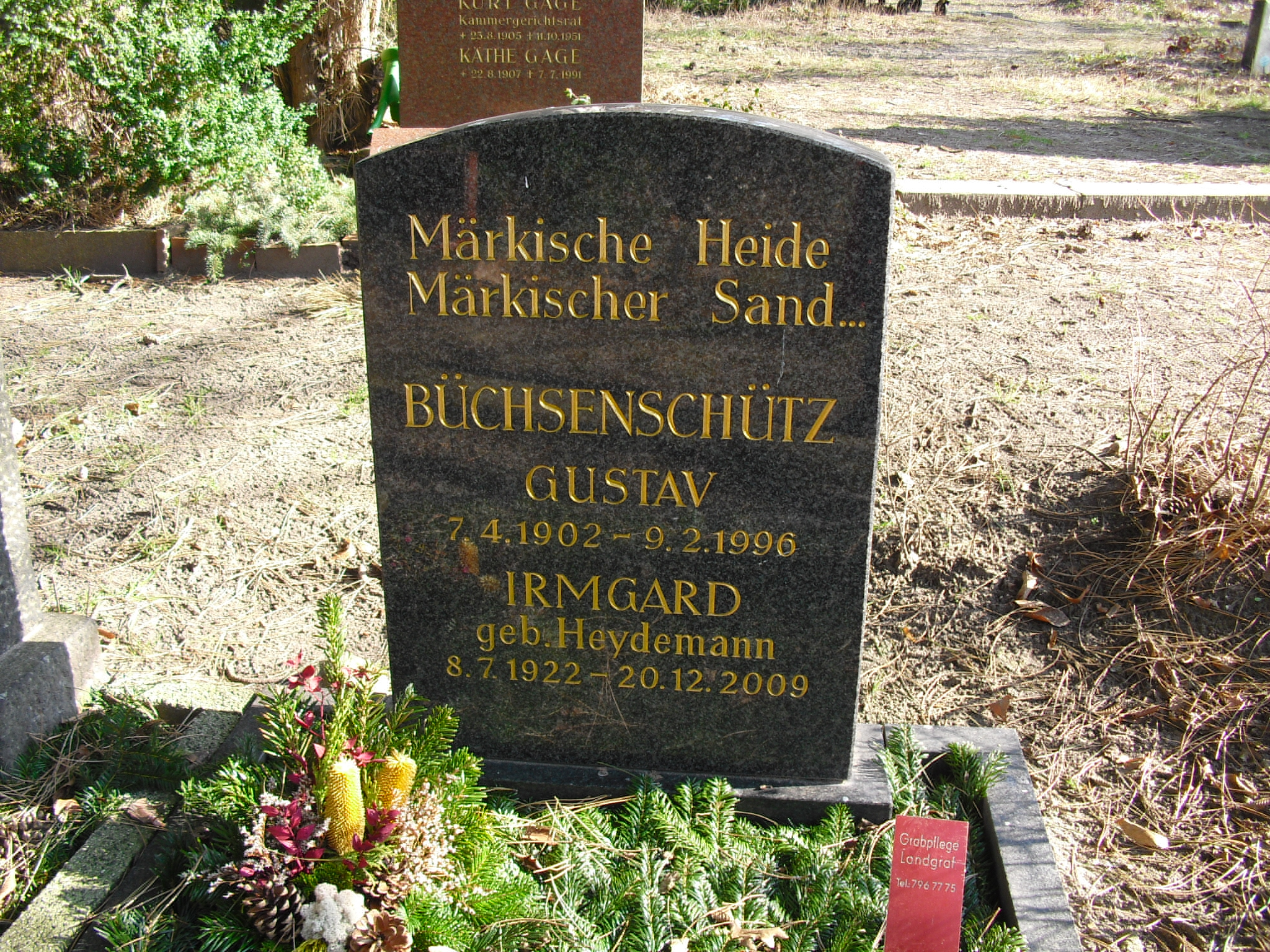
Lápida de Büchsenschütz en el cementerio de Steglitz

Gustav Büchsenschütz (Berlín, 7 de abril de 1902-9 de febrero de 1996) fue un compositor alemán, conocido por ser el compositor de la canción alemana Märkische Heide.

## Descripción
Gustav Büchsenschütz nació el 7 de abril de 1902 en Berlín. Después de terminar la escuela primaria se incorporó al servicio público en la municipalidad y actual barrio berlinés de Groß Lichterfelde. Realizó una carrera de alto nivel en la función pública, que terminó después de cerca de 50 años como jefe del departamento de deportes y baños del distrito de Steglitz. Perteneció al movimiento Wandervogel.
Con motivo de una excursión en 1923, escribió la letra y la melodía de la canción Märkische Heide en el albergue juvenil de Wolfslake, cerca de Neu-Vehlefanz, que pronto se hizo muy popular.
En 1975 recibió la Cruz al Mérito con Cinta de la República Federal de Alemania.